# Caldwell County, Texas
Caldwell County är ett administrativt område i delstaten Texas, USA, med 38 066 invånare (2010). Den administrativa huvudorten (county seat) är Lockhart.

## Geografi
Enligt United States Census Bureau har countyt en total area på 1 417 km². 1 412 km² av den arean är land och 5 km² är vatten.

### Angränsande countyn
- Travis County - norr
- Bastrop County - nordost
- Fayette County - sydost
- Gonzales County - söder
- Guadalupe County - sydväst
- Hays County - nordväst

## Orter
- Lockhart (huvudort)
- Niederwald (delvis i Hays County)
- Uhland (delvis i Hays County)